# Hofball-Tänze

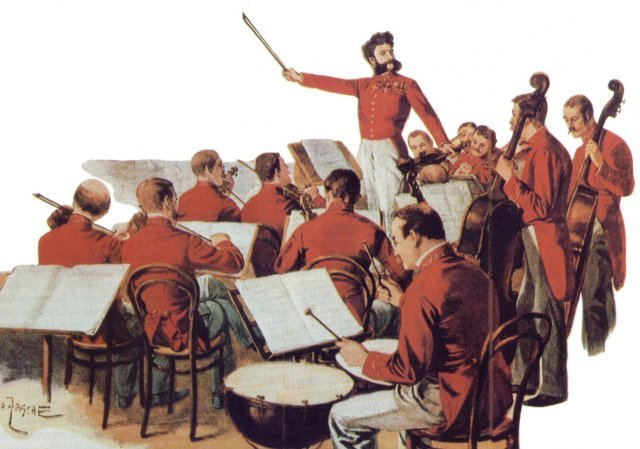
Johann Strauss den yngre och orkestern klädda i den röda hovuniformen.

Hofball-Tänze, op. 298, är en vals av Johann Strauss den yngre. Den spelades första gången den 22 februari 1865 i Ritter-Saal i slottet Hofburg i Wien. 

## Historia
Johann Strauss den yngre fick vänta nästan 14 år (februari 1863) innan han utnämndes till den prestigefyllda hederstiteln K.u.K. Hofball-Musikdirector (Kejserlig och Kunglig Hovbalsmusikdirektör), som hade instiftats speciellt för fadern Johann Strauss den äldre 1846. Johann Strauss var med rätta stolt över utnämningen och den röda uniform med hög krage och vita byxor, som han och hans orkester var ålagda att bära vid hovets baler. Ett sådant tillfälle gavs den 22 februari 1865 då Strauss och hans orkester framförde valsen Hofball-Tänze i Riddarsalen i slottet Hofburg.

## Om valsen
Speltiden är ca 9 minuter och 15 sekunder plus minus några sekunder beroende på dirigentens musikaliska tolkning.

## Weblänkar
- Hofball-Tänze i Naxos-utgåvan.